# Pedro Valido
Pedro Manuel Valido Franco, noto semplicemente come Pedro Valido (Lisbona, 13 marzo 1970), è un allenatore di calcio ed ex calciatore portoghese, di ruolo difensore.

## Palmarès
- Campionato mondiale Under-20: 1

Arabia Saudita 1989